# 天汉 (前蜀)
天汉（917年）是前蜀高祖王建的第四個年号，共计1年。

## 改元
- 通正元年——十二月二十七日，明年改元為天漢元年，國名大漢。[2][3][4]
- 天漢元年——十二月八日，明年改元為光天元年。[5][6][7]

## 紀年對照表
| 天汉 | 元年  |
| ---- | ----- |
| 公元 | 917年 |
| 干支 | 丁丑  |

## 同期存在的其他政权年号
- 中國
  - 貞明（915年－921年）：後梁—朱友貞之年號
  - 天祐（907年－923年）：晉—李存勗尊奉之年號
  - 天復（907年－922年）：岐—李茂貞尊奉之年號
  - 天祐（907年－919年）：吳—楊渥、楊隆演尊奉之年號
  - 乾亨（917年－925年）：南漢—劉龑之年號
  - 安和（917年－920年）：大長和—鄭仁旻之年號
  - 神册（916年－922年）：契丹—耶律阿保機之年號
  - 同慶（912年－966年）：于闐—尉遲烏僧波之年號
- 朝鮮半島
  - 正開（901年—936年）：後百濟—甄萱、甄神劍之年號
  - 政開（914年－918年）：後高句麗—弓裔之年號
- 日本 
  - 延喜（901年－至923年）：醍醐天皇之年号

## 參看
- 中國年號索引
- 其他时期使用的天汉年号

## 深入閱讀
- 李崇智. . 北京: 中華書局. 2004年12月. ISBN 7101025129.
- 鄧洪波. . 臺北: 國立臺灣大學東亞經典與文化研究計劃. 2005年3月  [2022-01-03]. ISBN 9789860005189. （原始内容 (pdf)存档于2007-08-25）.

| 前一年號： 通正 | 前蜀年號 917年 | 下一年號： 光天 |